# Bora Muzhaqi
Bora Muzhaqi (ur. 11 marca 1990 w Elbasanie) – albańska polityk, członek Socjalistycznej Partii Albanii, minister stanu ds. młodzieży i dzieci w gabinecie premiera Ediego Ramy.  

## Życiorys
Bora Muzhaqi urodziła się 11 marca 1990 r. w Elbasanie. Ukończyła studia ekonomiczne w London School of Economics. Studiowała również International Business w Hult International Business School.  
W 2010 r. zatrudniona była jako analityk ds. integracji z UE w Ministerstwie Obrony w dyrekcji ds. Integracji UE. Od czerwca do sierpnia 2011 r. była analitykiem ds. wynagrodzeń w departamencie zasobów ludzkich Citibank w Londynie w Wielkiej Brytanii. W latach 2013–2019 pełniła funkcję doradcy podatkowego w EY i PwC. W okresie maj-wrzesień 2021 r. pełniła funkcję wiceministra edukacji, sportu i młodzieży. Od stycznia 2019 r. do marca 2021 r. była doradcą ministra stanu ds. ochrony przedsiębiorczości, a od września 2020 r. członkiem komisji regulacji i nadzoru. We wrześniu 2021r. została ministrem stanu ds. młodzieży i dzieci w gabinecie premiera Ediego Ramy. Jest członkiem Socjalistycznej Partii Albanii. 